# La payanca
La payanca es un tango cuya música pertenece a Augusto Berto que inicialmente llevó la letra de Juan Andrés Caruso y luego otra de Jesús Fernández Blanco.

## Los autores
Augusto Berto ( Bahía Blanca, provincia de Buenos Aires, Argentina, 4 de febrero de 1889 - ¿ 29 de abril de 1953 ), cuyo nombre completo era Augusto Pedro Berto, fue un bandoneonista, compositor y director de orquesta.
Juan Andrés Caruso (La Plata, provincia de Buenos Aires Argentina, 20 de septiembre de 1890 – Buenos Aires, íd., 1 de marzo de 1931 ) fue un letrista de tango y comediógrafo con una obra vinculada al tango.
Jesús Fernández Blanco (Cuenca de Campos, Valladolid, España, 15 de febrero de 1892 – Buenos Aires, Argentina, 14 de noviembre de 1963 ) fue un letrista y poeta que desarrolló su actividad en Argentina volcado al género del tango.

## Historia
En 1916 Augusto Pedro Berto se basó en un viejo gato de autor anónimo que había tocado con la guitarra antes de hacerse bandoneonista, para hacer la tercera parte de un tango que  al  editar al año siguiente encuadró como  «Tango milonga sobre motivos populares».
Respecto del título hay diversas versiones;  el pianista Juan Santa Cruz dijo que Berto ejecutaba con frecuencia el tango –todavía sin nombre- en el cabaret L'Abbaye de Esmeralda al 500 y un día a sugerencia de un concurrente lo tituló “La payanca”.
Berto le contó a León Benarós que el nombre surgió un díaque  oyó a un amigo suyo la frase «¡Pialala de payanca!». Se denomina así un tiro de lazo en el cual el pialador, en posición de agachado, con el lazo armado y con unos pocos rollos, hace el tiro ante las manos o el cogote del animal –equino o vacuno- cuando éste cruza crca corriendo por su frente, aproximándosele lo más posible. Es una modalidad algo violenta, que suele lesionar al animal pialado, sobre todo en el "espolón" y los tendones. Si está dirigido al pescuezo se dice “enlazar” y si es a las patas delanteras, "pialar".
Otra versión, de Enrique Ricardo del Valle, asegura que era el apodo de la prostituta de un prostíbulo y la respaldada con una copla anónima que se le aplicó al tango: «Payanca, Payanquita, / no te apresures, / que el polvo que te echo / quiero que dure».
En 1958, el trío Los Muchachos de Antes, que dirigía Panchito Cao, lo adoptó como su caballo de batalla popularizándolo.
Muchas de las grabaciones son puramente instrumentales y entre ellas se puede mencionar las realizadas por la Orquesta Típica Victor (1926), Juan D'Arienzo en 1936, 1949, 1954 y 1966, Roberto Firpo  en 1946 y 1959, Héctor Varela (1957), Osvaldo Pugliese (1964), Francisco Canaro (1964), Florindo Sassone (1974), Panchito Cao y Sus Muchachos De Antes (1975) y Orquesta Color Tango (1997). Eduardo Arolas registró una versión con el cantor Pancho Cueva.